# Platygastrinae
Sous-famille
Les Platygastrinae sont une sous-famille d'insectes hyménoptères de la famille des Platygastridae.

## Liste des genres
Selon ITIS :
- genre Acerotella Masner, 1964
- genre Aceroteta Kozlov et Masner, 1977
- genre Allostemma Masner et Huggert, 1989
- genre Almargella Masner et Huggert, 1989
- genre Amblyaspis Förster, 1856
- genre Anectadius Kieffer, 1905
- genre Anirama Kozlov, 1970
- genre Annettella Masner et Huggert, 1989
- genre Anopedias Förster, 1856
- genre Ceratacis Thomson, 1859
- genre Criomica Kozlov, 1975
- genre Diplatygaster Kieffer, 1926
- genre Eritrissomerus Ashmead, 1893
- genre Euxestonotus Fouts, 1925
- genre Gastrotrypes Brues, 1922
- genre Holocoeliella Huggert, 1976
- genre Inostemma Haliday, 1833
- genre Iphitrachelus Haliday, 1836
- genre Isocybus Förster, 1856
- genre Isostasius Förster, 1856
- genre Leptacis Förster, 1856
- genre Magellanium Masner et Huggert, 1989
- genre Metaclisis Förster, 1856
- genre Metanopedias Brues, 1910
- genre Moninostemma Kieffer, 1914
- genre Orseta Masner et Huggert, 1989
- genre Piestopleura Förster, 1856
- genre Platygaster Latreille, 1809
- genre Platygasterites Statz, 1938
- genre Proleptacis Kieffer, 1926
- genre Proplatygaster Kieffer, 1904
- genre Prosactogaster Kieffer, 1914
- genre Prosinostemma Kieffer, 1914
- genre Prosynopeas Kieffer, 1916
- genre Pyrgaspis Kozlov, 1967
- genre Rao Masner et Huggert, 1989
- genre Sacespalus Kieffer, 1917
- genre Stosta Kozlov, 1975
- genre Synopeas Förster, 1856
- genre Trichacis Förster, 1856
- genre Trichacoides Dodd, 1914
- genre Tricholeptacis Kieffer, 1914
- genre Zelostemma Masner et Huggert, 1989